# Laste
Laste (Laste  in ladino) è una frazione del comune italiano di Rocca Pietore in provincia di Belluno.
Come specificato nello stesso statuto comunale, è costituita da tredici abitati distinti, arroccati in posizione sopraelevata alla destra del torrente Cordevole.

## Geografia fisica
L'area su cui si estende Laste corrisponde alle pendici orientali del monte Migón, che degradano dai 2.384 m s.l.m. della cima ai 1.150-1.000 m del letto del torrente Cordevole. Gli abitati si distribuiscono prevalentemente tra i 1.200 e i 1.500 m, dove i dislivelli sono meno marcati. Fa eccezione la sola Saviner di Laste, localizzata sul fondovalle.

## Geografia antropica

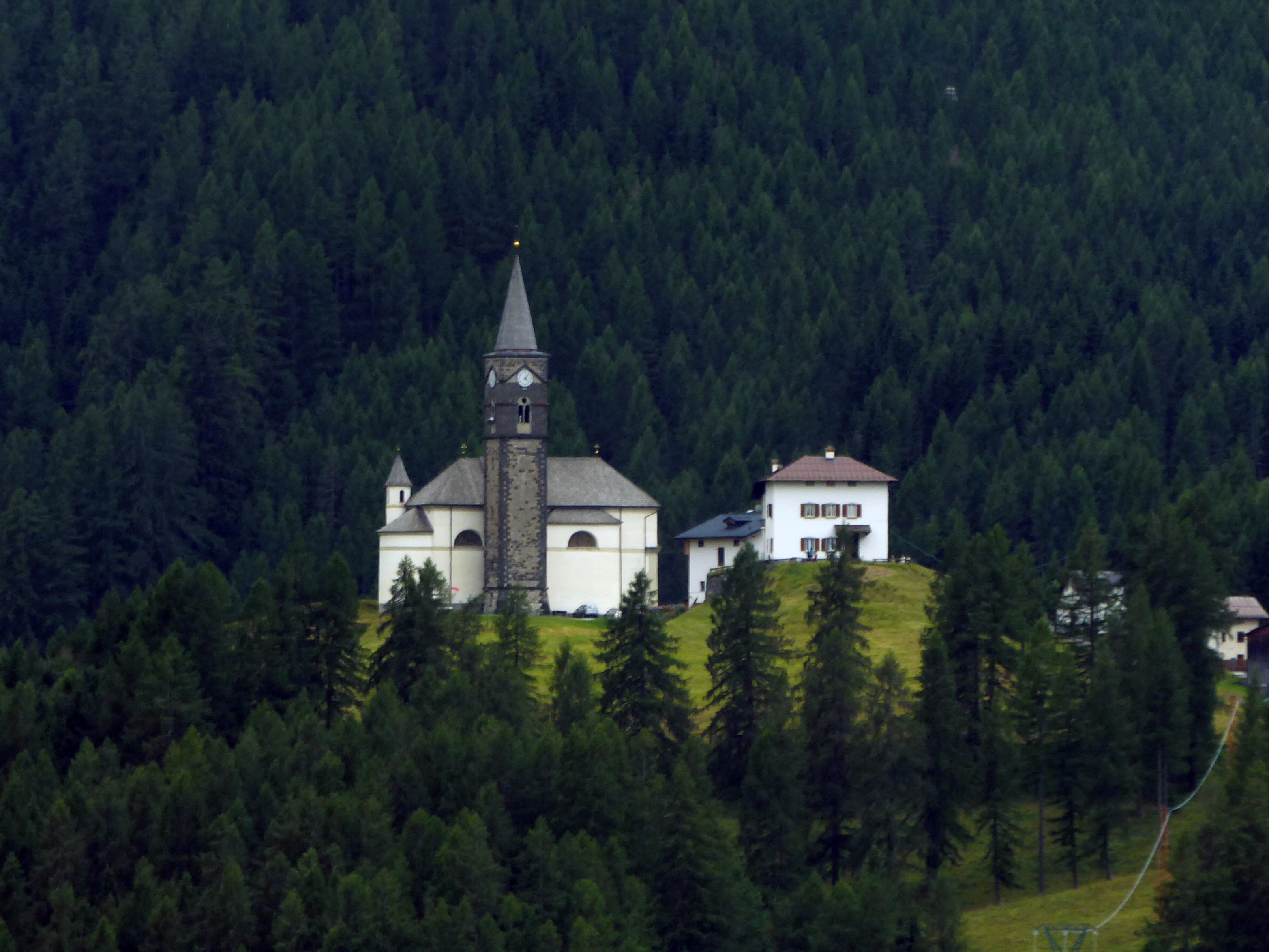
La chiesa di Laste vista dalla SR 48 delle Dolomiti

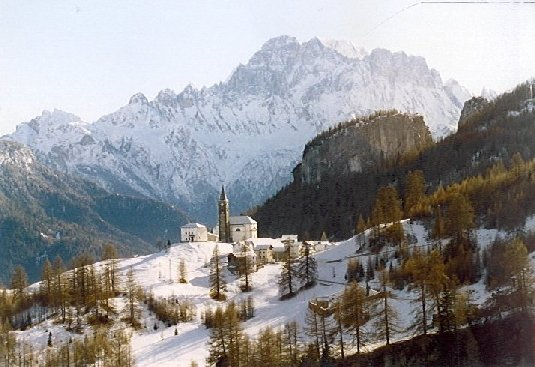
Il Civetta visto da Moè; in primo piano, la chiesa di Val.

Come già accennato, la frazione si articola nei seguenti centri abitati:
Savinèr di Laste (Savinèi)È il principale villaggio della frazione, con 136 abitanti. Sorge a 1.017 m d'altitudine alla confluenza del Pettorina nel Cordevole. Quest'ultimo la divide da Caprile di Alleghe.
Il toponimo deriva dal termine locale savina con cui si indica la conifera Juniperus sabina. La specifica "di Laste" è necessaria per distinguerla dall'omonima Saviner di Calloneghe.
Sopracordevole (Soracordól)Come suggerisce lo stesso toponimo, si trova su un pianoro che domina la riva destra del Cordevole, a 1.191 m. Conta 60 abitanti.
Digonera (Digonèra)A 1.157 m di altitudine, è l'abitato più settentrionale del comune, trovandosi di fronte a Salesei di Livinallongo del Col di Lana. Vi abitano 92 persone. Da ricordare la chiesa di San Giuseppe.
Laste di Sotto (Laste de Sot)Minuscolo agglomerato con 15 residenti, a 1.362 m d'altitudine.
Laste di Sopra (Laste de Sora)Conta 18 abitanti e si trova a 1.405 m.
Soppera (Sopièra), Dagai (Daghèi), Val (Val)Tre borgate contigue lungo la provinciale di Laste, con 68 abitanti e a 1.451 m d'altitudine. A Val si trova la parrocchiale della frazione, intitolata a San Gottardo e costruita nel 1863 su progetto di Giuseppe Segusini.
Davare (Davare)L'abitato più elevato di tutto il comune: 1.537 m. 8 i residenti.
Col di Laste (Còl de Laste)Villaggio posto tra Val e Moè, a 1.477 m.
Moè (Muiéi)Sorge a 1.500 m e conta 50 abitanti. Notevole è la vista panoramica che offre, rivolta in particolare verso Civetta, Pelmo, Tofana di Rozes e Lagazuoi. Nel 1983 è stato colpito da un furioso incendio che ha bruciato il cuore del paese, distruggendo molti edifici.
le Coste (le Còste)Pochi edifici subito a sud di Val.
Ronch (Ronch)Agglomerato con 5 residenti posto a sud di Val (1.508 m).

## Infrastrutture e trasporti
Le principali vie di comunicazione della frazione sono le strade provinciali 563 "di Salesei" e 39 "di Laste". La prima, già strada statale, collega Saviner e Salesei di Livinallongo passando per Sopracordevole e Digonera. La seconda si dirama dall'altra poco prima di Digonera e tocca Laste di Sopra, Soppera, Dagai, Val e Col di Laste prima di terminare a Moè.